# Кондитерская Вольфа и Беранже
Кондитерская Вольфа и Беранже — кондитерская, существовавшая в первой половине XIX века в Санкт-Петербурге на углу Невского проспекта и Мойки. Она была основана швейцарцами Соломоном Вольфом и кондитером Беранже (наст. имя Тобиас Брангер). Оба прибыли в Петербург из Давоса в начале XIX века вместе со множеством других австрийских подмастерьев для работы в кондитерских и пекарнях. Кондитерская разместилась в небольшом помещении, на первом этаже в доме Котомина. Заведение завоевало репутацию лучшего кафе в Петербурге и Российской империи.
Помимо сладостей, завтрака, кофе и чая, посетители могли читать свежие журналы и газеты, как русские, так и иностранные. В заведении в 1840-х годах были открыты курительный и читальный залы. Газеты в кондитерской постоянно читал Чернышевский. В 1834 году Вольф и Беранже перестроили кондитерскую и открыли кафе в китайском стиле, переименовав его в «Café chinois». Китайские мотивы использовались в фарфоровой посуде, мебели и обивке стен. Вечером в кафе зажигали китайские фонарики. За витриной стояли два китайца — мужчина и женщина, которые постоянно кланялись, завлекая посетителей; внутри помещения пахло благовониями. В честь приезда в Петербург знаменитой итальянской балерины Марии Тальони в кондитерской испекли пирог с портретом балерины, сделанным из крема.

На многих там столах различные журналы,

Сии ума и чувств обильные каналы.

Близ «Северной пчелы» огромный тут «Débats»,

В котором кроется Европы всей судьба.

Академической газеты полный нумер

Объявит точно вам, кто выехал иль умер…

Виват! Виват! И Беранже и Вольф!

И «Chinois café» на множество годов!
— Николай Греч
Кондитерская стала литературным клубом, её посещали почти все поэты и писатели золотого века, среди завсегдатаев кондитерской были Пушкин, Лермонтов, Шевченко, Чернышевский и другие. Здесь также любили встречаться журналисты, художники и другие деятели культуры.
Именно здесь Пушкин назначил встречу своему секунданту Данзасу 27 января 1837 года, в день дуэли с Дантесом и в итоге своей смерти. К кафе затем устремились люди, желавшие узнать об исходе дуэли. Вскоре здесь Лермонтов прочитал свой стих «Смерть поэта». В середине XIX века Достоевский познакомился здесь с революционером Петрашевским, в итоге примкнув к петрашевцам.
Кондитерская просуществовала до конца XIX века, на её месте был открыт немецкий ресторан Лейнера. Открытое в 1985 году литературное кафе позиционировало себя как наследника кондитерской. В швейцарском Давосе, на родине основателей кондитерской, в местном краеведческом музее и сегодня хранятся некоторые предметы, которые после закрытия кондитерской вывезли из России потомки Вольфа и Беранже — отдельные предметы интерьера, письма и личные вещи посетителей.
На современном Литературном кафе, находящемся на том же месте, висит реконструированная вывеска кондитерской Вольфа и Беранже.